# Aardbeving Mexico 1985
De aardbeving in Mexico in 1985 vond plaats op 19 september 1985 en had een kracht van 7,7 op de schaal van Richter. De Mexicaanse hoofdstad Mexico-Stad werd bijzonder zwaar getroffen. Het epicentrum van de aardbeving lag in de staat Michoacán.

## De beving
De beving vond plaats op donderdag 19 september 1985, om 18 minuten over 7 's ochtends. Het epicentrum lag in Michoacán, even ten noordwesten van de stad Lázaro Cárdenas. De beving trof de staten Colima, Jalisco, Guerrero, Mexico, Michoacan, Morelos, Veracruz en het Federaal District. Schokken werden geregistreerd tot Guatemala-Stad en Houston.
De schok creëerde een tsunami die onder andere de steden Lázaro Cárdenas, Zihuatanejo en Manzanillo trof. De tsunami bereikte een hoogte van 3 meter. De tsunami was tot Ecuador, Hawaï en Samoa meetbaar. In Jalisco en Colima vonden landverschuivingen plaats.
36 uur na de beving was er nog een naschok van 7,5 op de schaal van Richter.

## Slachtoffers
Volgens officiële cijfers van de Mexicaanse overheid vielen er 4541 doden. In werkelijkheid ligt het aantal veel hoger. 9500 is een vaak genoemd aantal, terwijl er volgens sommige schattingen zelfs meer dan 35.000 doden vielen. Er vielen zeker 30.000 gewonden en 50.000 tot 150.000 mensen raakten dakloos. Grote delen van Mexico-Stad werden totaal verwoest. Ook in Ciudad Guzmán en Lázaro Cárdenas bleef het merendeel van de gebouwen niet overeind staan.
Onder de doden bevonden zich de tante, oom en twee van de neven van Plácido Domingo, die omkwamen toen hun appartementencomplex in Tlatelolco instortte. Andere prominente slachtoffers waren de rockmuzikant Rodrigo "Rockdrigo" González en de Belgisch-Mexicaanse acteur Frederik Van Melle, bekend van Mime Theater Frederik.

## Politieke invloed
Veel historici zien de aardbeving als een van de oorzaken van het afbrokkelen van de macht van de Institutioneel Revolutionaire Partij (PRI). De PRI was al sinds 1929 onbedreigd aan de macht. Na de aardbeving begonnen de eerste scheuren in het pantser van de PRI zichtbaar te worden. Jarenlang hadden ze de Mexicaanse bevolking aan zich weten te binden, vaker door ze in verkiezingstijd cadeaus te geven dan door goed beleid te voeren. De Mexicaanse regering had volgens velen te weinig gedaan om de bevolking te beschermen tegen een aardbeving, en ook de reactie na de beving liet veel te wensen over. Het vertrouwen in de PRI was ernstig geschaad en daarom vormde de bevolking zelf comités om de slachtoffers te helpen.
Eind jaren 80 verloor de PRI voor het eerst in decennia gouverneursverkiezingen, toen de oppositionele Nationale Actiepartij in een aantal staten wist te winnen. Velen die actief waren tijdens de nasleep van de aardbeving sloten zich in 1988 aan bij de campagne van Cuauhtémoc Cárdenas, die uit onvrede de PRI had verlaten en een coalitie van linkse partijen leidde tijdens de presidentsverkiezingen. Cárdenas verloor deze verkiezingen van PRI-kandidaat Carlos Salinas doordat de PRI hoogstwaarschijnlijk grootschalige verkiezingsfraude had gepleegd.